# Jason Gasperoni
Jason Gasperoni (ur. 4 października 1973)  – sanmaryński narciarz alpejski, uczestnik Igrzysk Olimpijskich w 1992 w Albertville, gdzie zajął 59. miejsce w slalomie gigancie, pozostałych konkurencji nie ukończył.

## Igrzyska Olimpijskie
Albertville
- Slalom - nie ukończył
- Slalom gigant - 59. miejsce
- Supergigant - nie ukończył